# Église Saint-Pierre de Rozoy-le-Vieil
Pour les articles homonymes, voir Église Saint-Pierre.
L’église Saint-Pierre est une église catholique située à Rozoy-le-Vieil, en France.

## Localisation
L'église est située dans le département français du Loiret en région Centre-Val de Loire, sur le territoire de la commune de Rozoy-le-Vieil.

## Historique
L'édifice est classé au titre des monuments historiques en 1942.

## Pour approfondir